# Coëtmieux
Coëtmieux é uma comuna francesa na região administrativa da Bretanha, no departamento Côtes-d'Armor. Estende-se por uma área de 8,03 km². Em 2010 a comuna tinha 1 817 habitantes (densidade: 226,3 hab./km²).